# Sestao
Sestao − miasto w północnej Hiszpanii (Baskonia), w zespole miejskim Bilbao.
Liczba mieszkańców w 2003 roku wynosiła ok. 31 tys. 